# Danièle Brun
Pour les articles homonymes, voir Brun.
Danièle Brun, née le 6 juillet 1938 et morte le 3 janvier 2023, est une psychologue française, professeure de psychologie et psychanalyste, membre titulaire d'Espace analytique.

## Biographie
Danièle Brun étudie d'abord les langues (anglais, allemand) à la Sorbonne et à l'école d'interpétariat du lycée Montaigne, puis réalise un parcours de psychologie à l'université de Vincennes puis à l'université Paris 7. Elle s'inscrit parallèlement à l'université Paris 5 pour une formation en techniques projectives. Elle obtient un DESS de psychopathologie à l'université Paris 7 et un certificat de méthodes projectives de l'université Paris 5 et commence l'enseignement du Test Rorschach et du TAT en 1972, comme chargée de cours à l'université Paris 3 Censier. Elle soutient sa thèse de 3e cycle intitulé Enfants guéris de cancer et leur devenir sous la direction de Juliette Favez-Boutonier en 1976 sur son expérience de psychologue en cancérologie de l'enfant. Elle devient maître-assistant à l'université en 1981. En 1989, elle soutient une thèse d'État sur travaux, intitulée Psychopathologie de la guérison à propos de la guérison chez l'enfant, avec deux ouvrages L'enfant donné pour mort et La maternité et le féminin. Elle est nommée professeur des universités en 1992.
Elle se forme comme psychanalyste à la Société psychanalytique de Paris, puis adhère à l'association Espace analytique dont elle est membre du conseil d'administration. Entre 1988 et 1998 elle est psychanalyste d’enfants au centre Édouard Claparède (Neuilly-sur-Seine).

### Activité clinique
Danièle Brun a une pratique clinique en pédopsychiatrie à l’hôpital Saint-Vincent de Paul et en psychiatrie adulte à l’hôpital Paul Brousse. Parallèlement elle exerce comme psychologue en hématologie adulte à l’Hôtel-Dieu, et en cancérologie de l’enfant à l’Institut Gustave Roussy. Cette double activité de terrain détermine son engagement clinique et universitaire dans le domaine conjoint de la pédiatrie, de la médecine et de la psychanalyse.

### Activités scientifiques et engagements institutionnels
Danièle Brun participe à la création, en 2001, d'une équipe d’accueil doctoral et du laboratoire Centre de recherches psychanalyse et médecine (CRPM), qui devient le CRPMS, et qu’elle dirige pendant quatre ans.
À partir de 1981, elle co-organise avec Conrad Stein qui dirige la revue Études freudiennes plusieurs colloques au sein de l’association éponyme. Elle est également responsable scientifique de plusieurs colloques à l'université Paris 7, « Processus de guérison » (1993) et « Psychanalyse et fins de vie » (1998). Dans cette même université, elle contribue à la création, en 2007, d'un Groupement d’intérêt scientifique (GIS) intitulé « Recherche cliniques en médecine et psychanalyse : nouvelles approches de la maladie et du handicap » et organise un colloque sur les figures du consentement. Elle organise en 1993 le premier colloque de « Pédiatrie et psychanalyse » à la Maison de la chimie. Elle participe à la création, avec Roland Gori et Alain Vanier, de la Société de médecine et psychanalyse (2000) (SMP) dont Conrad Stein est président d’honneur, selon une approche bidisciplinaire ancrée sur la relation du médecin avec ses patients et sur les modes de collaboration du psychanalyste dans ce champ. Elle organise notamment en 2010 un colloque consacré au statut de la femme dans la médecine dont elle publie les actes, avec le soutien de l'Institut Émilie-du-Châtelet.
Elle contribue au Dictionnaire international de psychanalyse dirigé par Alain de Mijolla, en écrivant les entrées « Études freudiennes », « Médecine et psychanalyse » et « Enseignement de la psychanalyse à l'université » et au Dictionnaire de la pensée médicale dirigé par Dominique Lecourt.

### Témoignage sur la déshumanisation de la médecine et mort
Elle-même malade, elle témoigne de la déshumanisation des relations entre les médecins et les patients. Elle meurt à 84 ans, le 3 janvier 2023, et son témoignage est publié à titre posthume en mai 2023 chez Odile Jacob, sous le titre Madame Vertigo et son cancer. Rencontre avec une médecine déshumanisée, Madame Vertigo étant le nom qu'elle donne à sa voix intérieure.

## Vie privée
Elle a été mariée avec le psychanalyste français Conrad Stein. Elle a trois enfants.

## Publications
- L’Enfant donné pour mort, Paris, Dunod, 1989 ; nouvelle édition remaniée, Paris, Aubier-psychanalyse, 2013
- La Maternité et le Féminin, Paris, Denoël, 1990
- Mikael, un enfant en analyse, Paris, Calmann-Lévy, 1997
- Le Corps, en collaboration avec François Bernard, Paris, Bayard, 2003
- La Passion dans l’amitié, Paris, Odile Jacob, 2005, Poche 2013[14]
- Les Enfants perturbateurs, Paris, Odile Jacob, 2007
- Mères majuscules, Paris, Odile Jacob, 2011
- L’Insidieuse Malfaisance du père, Paris, Odile Jacob, 2013
- Une part de soi dans la vie des autres, Paris, Odile Jacob, 2015[15]
- Rester freudien avec Lacan, Paris, Odile Jacob, 2016[16]
- Madame Vertigo et son cancer. Rencontre avec une médecine déshumanisée, Paris, Odile Jacob, 2023[11],[17]

## Émissions télévisées
- Série d’émissions « Par elles-mêmes » avec Anne Sabouret, réalisation Claude Massot, diffusé sur Antenne 2 en 1980[18].
- Participation à « La psy dans tous ses états : qu’est devenue la psychanalyse un siècle après l’invention de Freud », film de Serge Moati, diffusé sur France 3 le 16 novembre 1999.